# King Pleasure
King Pleasure (* 24. März 1922 als Clarence Beeks in Oakdale, Tennessee; † 21. März 1981 in Los Angeles, Kalifornien) war ein US-amerikanischer Jazzsänger.

## Leben
King Pleasure wuchs in Cincinnati auf. 1949 gewann er in New York City einen Wettbewerb im Apollo Theater, was ihm eine rasche Karriere eröffnete. Seine Aufnahme von Moody’s Mood for Love, einer von Eddie Jefferson (dem Pionier des Vocalese) mit Text versehenen Gesangsversion von James Moodys Solo über I’m in the Mood for Love von 1949, wurde 1952 in den USA zum Hit. Seine Popularisierung des sog. Vocalizing, das auch die Vokalformation Lambert, Hendricks & Ross übernahm, brachte ihm 1953 den Sieg des Down-Beat-Polls ein. King Pleasure erarbeitete sich dann Vokalversionen von Parker’s Mood (ebenfalls nach einer Vorlage von Jefferson) und von Soli von Stan Getz und Illinois Jacquet. Nach weiteren Aufnahmen bis in die frühen 1960er Jahre lebte er dann weitgehend zurückgezogen an der Westküste.

## Diskografie (Auswahl)
- King Pleasure Sings / Annie Ross Sings (1958)
- Golden Days (1960)
- Moody’s Mood for Love (Blue Note, CD 1992)